# Danilo Asconeguy
Danilo Asconeguy Ruiz (Montevideo, 4 settembre 1986) è un calciatore uruguaiano, difensore del Progreso.

## Caratteristiche tecniche
È un terzino destro.

## Carriera
Nel corso della carriera, giocata interamente in Uruguay eccezion fatta per sei mesi in Ecuador al Macará, ha collezionato 12 presenze fra Coppa Libertadores e Coppa Sudamericana con le maglie di Peñarol, Cerro e Defensor Sporting.